# Orchestre symphonique de la radio suédoise
L'Orchestre symphonique de la radio suédoise (en suédois Sveriges Radios Symfoniorkester), créé en 1965 à la suite de la fusion de deux orchestres antérieurs, le Radioorkestern et le Underhållningsorkestern est l'un des principaux orchestres de Suède. Il est basé à Stockholm.

## Historique
L'un des ensembles à l'origine de l'orchestre actuel de la Radio suédoise fut le Radioorkestern (Orchestre de la Radio), qui eut notamment pour chefs Nils Grevillius (1927-1939) et Tor Mann (1939-1959).
En 1965, le Radioorkestern fusionne avec un autre orchestre de la Radio suédoise, le Underhållningsorkestern (Orchestre de divertissement), et prend comme nom Orchestre symphonique de la Radio suédoise. Sergiu Celibidache est le premier chef principal du nouvel ensemble à la tête duquel il reste jusqu'en 1971. À partir de la nomination de Sergiu Celibidache, l'orchestre est considéré comme l'un des meilleurs des pays nordiques, avec de nombreuses tournées effectuées à travers l'Europe depuis lors.
En 1979, l'orchestre s'installe en résidence au Berwaldhallen.
Le chef d'orchestre Stig Westerberg s'est quant à lui illustré de 1958 à 1983, période pendant laquelle il a notamment créé de nombreuses œuvres de compositeurs suédois tels Hugo Alfvén, Kurt Atterberg et Allan Pettersson.

## Chefs principaux
- Sergiu Celibidache (1965–1971)
- Herbert Blomstedt (1977–1982)
- Esa-Pekka Salonen (1984–1995)
- Evgeny Svetlanov (1997–1999)
- Manfred Honeck (2000–2006)
- Daniel Harding (2007–)